# Simon Arbellot
Pour les articles homonymes, voir Famille Arbellot.
Simon Pierre Arbellot de Vacqueur, dit Simon Arbellot, est un journaliste et écrivain français, auteur d'essais et de romans policiers, né le 19 novembre 1897 à Limoges, mort le 22 décembre 1965 à Saint-Sulpice-d'Excideuil (Dordogne).

## Biographie
D'origine limousine, Simon Arbellot commence sa carrière au Figaro en 1920, qu'il quitte au début des années 1930 pour le journal Le Temps et la revue Documents. Bien que n'étant membre d'aucun mouvement politique, il est connu pour ses idées monarchistes et sa proximité avec l'Action française et Charles Maurras, auquel il consacre une biographie en 1937. En 1938, il justifie l'action clandestine de la Cagoule, estimant que cette organisation a été formée dans la crainte d'un « putsch de gauche ».
Sous l’Occupation, il est nommé directeur de la presse au ministère de l’Information à Vichy de 1940 à 1942, puis consul général de France à Malaga de 1943 à 1944. Il est surtout connu pour avoir été avec Gabriel Jeantet le « parrain » de François Mitterrand pour l’obtention de la Francisque en 1943, qu’il fréquentait alors, ce qui créera une controverse plusieurs décennies après. Après la guerre, il contribuera à divers titres de presse, comme Écrits de Paris, Le Charivari, ou encore La Revue des Deux Mondes.
Il a publié de nombreux ouvrages, romans et essais, mais également cinq romans policiers, mâtinés d'aventures, pour la collection Le Masque. La gastronomie l'a toujours intéressé : il est membre de l'Académie des Gastronomes où il occupe le fauteuil de Talleyrand, on lui doit une monographie de Curnonsky.

## Distinctions
- Ordre de la Francisque

## Œuvre

### Romans
- Le Gentilhomme antiquaire, Coquette édition, 1922
- Lolita : fille des pharaons, André Martel, coll. « Mers et Terre », no 5, 1953
- Le Mystère du dragon d'or, Librairie des Champs-Élysées, coll. « Le Masque » no 496, 1955
- Les Hallucinés des gobelins, Librairie des Champs-Élysées, coll. « Le Masque » no 554, 1956
- Neuf personnages en pleine aventure, Éditions du Vieux Colombier, 1959
- Les Chevaliers de la licorne, Librairie des Champs-Élysées, coll. « Le Masque » no 659, 1959
- La Maison des dunes, Librairie des Champs-Élysées, coll. « Le Masque » no 805, 1963
- Les Chevaliers de la licorne en difficultés, Librairie des Champs-Élysées, coll. « Le Masque » no 907, 1966

### Autres publications
- Que veut... que peut... L'Action française ?, Denoël, 1935
- Edouard VIII, roi moderne, Denoël, coll. « Célébrités d'hier et d'aujourd'hui » no 9, 1936
- Le Comte de Paris, prince révolutionnaire, coll. « Célébrités d'hier et d'aujourd'hui » no 12, 1936
- Maurras, homme d'action, Denoël, 1937
- J'ai vu mourir le boulevard, Éditions du Conquistador, 1950
- La Presse française sous la francisque, Parsan, 1952
- Eau de vichy, vin de malaga, Éditions, du Conquistador, 1952
- Journaliste !, Le vieux colombier, 1954
- Un gastronome se penche sur son passé, La Colombe, 1955
- Guide des touristes gastronomes, Éditions Kleber Colombre, 1957
- La Gastronomie, Hachette, 1962
- Tel plat... tel vin, Amphora, 1963
- La Fin du boulevard, Flammarion, 1965
- Curnonsky, Prince des gastronomes, Les productions de Paris, 1965